# Природна ширина спектральної лінії
Приро́дна ширина́ спектра́льної лі́нії — ширина спектральної лінії випромінювання, зумовлена взаємодією з нульовими коливаннями електромагнітного поля.
Будь-яка квантово-механічна система не може перебувати як завгодно довго у збудженому стані. Рано чи пізно, навіть при відсутності взаємодії із іншими системами, відбувається спонтанне випромінювання фотона. Це випромінювання зумовлене існуванням нульових коливань електромагнітного поля. Квантова механіка передбачає, що хвильова функція гармонічного осцилятора відмінна від нуля навіть у основному стані. Наслідком цього твердження є те, що вакуум заповнений невеликими коливаннями різноманітних полів, у тому числі й електромагнітного. Взаємодія із цими полями приводить урешті-решт до спонтанного випромінювання.
Природна ширина лінії визначається часом життя збудженого стану, тобто інтенсивністю його взаємодії із полем.